# Hermann Zopff
Hermann Zopff (* 1. Juni 1826 in Glogau; † 12. Juli 1883 in Leipzig) war ein deutscher Musikwissenschaftler und Komponist.

## Leben
Hermann Zopff studierte auf Geheiß seines Vaters zunächst Landwirtschaft in Breslau und Berlin. Sein Vater wünschte, dass sein Sohn seine musikalischen Interessen hintanstellte und seinen Unterhalt als Landwirt verdienen solle. Erst die erfolgreiche Aufführung einer seiner ersten Kompositionen, einer Ouvertüre, bewog den Vater dazu, den Sohn für eine musikalische Laufbahn freizugeben.
Als 24-Jähriger ging Zopff 1850 nach Berlin und wurde Privatschüler von Adolf Bernhard Marx. Am Stern’schen Konservatorium machte er eine Klavierausbildung bei Theodor Kullak. Er gründete eine Opern-Akademie und komponierte eine Reihe musiktheatralischer Werke. 1856 wurde er zum Dr. phil. promoviert, wirkte fortan als Lehrer am Leipziger Konservatorium und machte sich einen Namen als einflussreicher Musikkritiker. In dieser Zeit wurde er zu einem Anhänger Richard Wagners.
Von Franz Brendel wurde er in die Redaktion der Neuen Zeitschrift für Musik berufen und wurde 1868 mitverantwortlicher Herausgeber. Er war auch aktives Mitglied im Allgemeinen deutschen Musikverein.

## Veröffentlichungen
- Die Anforderungen des Lebens an die Kunst; 1862
- Judas Maccabäus; 1879 (Oper in vier Akten, Op. 46)
- Fantasia (Freie Transcription des Eingangschores der 'Anbetung Gottes')
- Grundzüge einer Theorie der Oper; 1868 (Digitalisat in der Google-Buchsuche)
- Der Angehende Dirigent; 1881